# 14 successi
14 successi è una raccolta del 1990 di Mario Merola.

## Tracce
1. Quatt'anne ammore
2. So nnato carcerato
3. Gelusia d'ammore
4. Malommo
5. Femmena nera
6. Malufiglio
7. L'urdemo bicchiere
8. Dicite all'avvocato
9. L'urdemo avvertimento
10. ...Velo niro
11. O primmo giuramento
12. Tu me lasse
13. Quatto mura
14. Legge d'onore